# Distrito de Yauyos (Yauyos)

La provincia de Yauyos en el departamento de Lima, Perú.

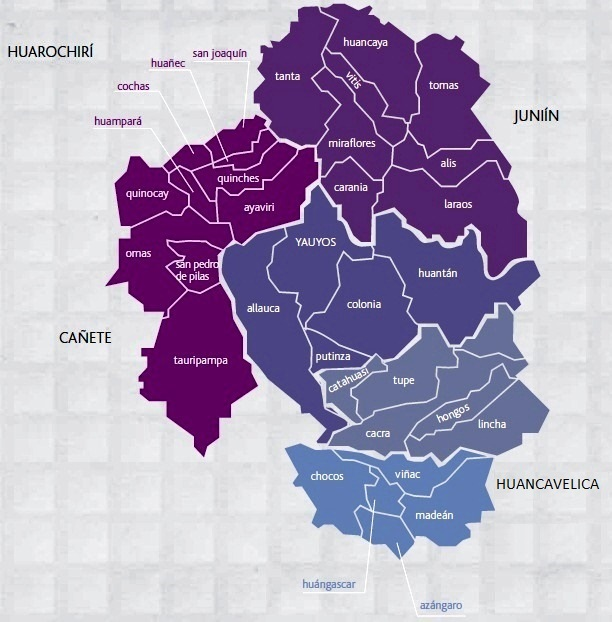
La provincia de Yauyos y sus 33 distritos.

El distrito de Yauyos es un distrito (municipio) ubicado en la provincia de Yauyos, en el departamento de Lima, Perú. Según el censo de 2017, tiene una población de 1481 habitantes.
Desde el punto de vista jerárquico de la Iglesia católica forma parte de la Prelatura de Yauyos.

## Historia
El distrito de Yauyos se crea en la época de la Independencia durante la administración del Libertador Simón Bolívar en 1825, en el mismo año que Huáñec, Laraos, Ayavirí, Omas, Tauripampa, Pampas (hoy Colonia), Víñac y Chupamarca, los nueve distritos pertenecientes a la provincia de Yauyos. En 1898 recién viene Huangáscar de Castrovirreyna a Yauyos en permuta con Chupamarca. 
La provincia de Yauyos se creó por decreto del Libertador José de San Martín el 4 de agosto de 1821, como parte del departamento de Lima.

## Geografía
Abarca una superficie de 327,17 km².

## División administrativa

### Centros poblados
- Urbanos
  - Yauyos, con 2 080 hab.
  - Auco, con 170 hab.
- Rurales
  - Magdalena del Río
  - Víchica.

## Capital
La capital de esta provincia es la ciudad de Yauyos, ubicada a 2 887 m s. n. m.

## Autoridades

### Municipales
- 2015 - 2018[3]
  - Alcalde: Diomides Alfonso Dionisio Inga, Movimiento Patria Joven (PJ).
  - Regidores: Juan Pablo Quispe Rodríguez (PJ), Francisco Javier Abarca Ramos (PJ), Nilton Walter Ascencio Peña (PJ), Sergio Vicente Reyes Ramos (PJ), Ada Jessica Farfán Fernández (PJ), Rogelio Edito Quispe Soriano (Concertación para el Desarrollo Regional), Antonio Gómez Quispe (Fuerza Regional).
- 2011 - 2014[4]
  - Alcalde: Diomides Alfonso Dionisio Inga, Movimiento Concertación para el Desarrollo Regional (CDR).
  - Regidores: Francisco Javier Abarca Ramos (CDR), José Son Severo Goicochea Alvarado (CDR), Arcángela Betty Fernández Romero (CDR), Sofía Georgina Rodríguez Aguado (CDR), Frank Elio Ponce Reyes (CDR), Josías Sergio Luciani Mateo (Patria Joven), Froilán R. Trinidad Ramos (Partido Aprista Peruano).

### Policiales
- Comisaría de Yauyos
  - Comisario: Mayor PNP Carlos Paoluccio Canales Berríos.[5]

### Religiosas
- Prelatura de Yauyos[6]
  - Obispo Prelado: Mons. Ricardo García García.[7]
- Parroquia Nuestra Señora de la Asunción[8]
  - Párroco: Pbro. Artemio Quispe Huamán.
  - Vicario parroquial: Pbro. José Carpio Urquizo.

## Educación

### Instituciones educativas
- I.E. Bellavista
- I.E. Centro I
- I.E. Chinchán
- I.E. La Primavera
- I.E. Mi Pequeño Paraíso
- I.E. San Juan
- I.E. San Lucas
- I.E. Santo Domingo
- I.E. Yacurán

## Festividades
- San Pedro.
- Nuestra Señora de la Asunción